# Syndrome de Gregg
 Mise en garde médicale
Le syndrome de Gregg, ou syndrome de rubéole congénitale, est un syndrome polymalformatif causé par une rubéole du 1er trimestre de grossesse.

## Histoire
À la suite d'une épidémie de rubéole en 1940 en Australie, l'ophtalmologiste pédiatrique Norman Gregg remarqua une augmentation importante de l'incidence des cataractes congénitales sur l'année 1941, 2 à fois 3 la normale. Après avoir entendu au décours d'une conversation des mères d'enfants atteintes mentionner qu'elles avaient souffert de la rubéole quelques mois plus tôt, Gregg se plongea dans les archives et nota que 68 des 78 cas recensés avait été exposé in utero à la rubéole

## Symptômes
Il associe les manifestations suivants : des atteintes cardiaques dans 80 % des cas (telles canal artériel persistant, coarctation de l'aorte, sténose des branches de l'artère pulmonaire), des atteintes oculaires dans 50 % des cas (telles que cataracte, microphtalmie et rétinite), des atteintes auditives (surdité neurosensorielle) et des atteintes neurologiques (microcéphalie avec retard mental et troubles moteurs comme une diplégie spastique).
Les nouveau-nés atteints présentent également un risque majoré de développer à distance des maladies chroniques (risque multiplié par 50 pour le diabète insulino-dépendant), des dysthyroïdies et des affections neurodégénératives (panencéphalite).